# Chirocephalus festae
Chirocephalus festae är en kräftdjursart som beskrevs av Colosi 1922. Chirocephalus festae ingår i släktet Chirocephalus och familjen Chirocephalidae. Inga underarter finns listade i Catalogue of Life.